# Jürgen Brauer (Jurist)
Jürgen Brauer (* 1957 in Daun) ist ein deutscher Jurist und war bis 2022 Generalstaatsanwalt in Koblenz.

## Werdegang
Brauer studierte in Trier Rechtswissenschaften und war dort als Rechtsanwalt tätig. Er trat 1986 in den Justizdienst ein und wurde Richter in Koblenz, Mayen und Trier. Im Jahr 1989 wechselte Jürgen Brauer zur Staatsanwaltschaft, zu seinen weiteren beruflichen Stationen gehörten Oberstaatsanwalt und leitender Oberstaatsanwalt in Trier. Er war auch für das rheinland-pfälzische Justizministerium tätig. Im März 2014 wurde Brauer zum Generalstaatsanwalt in Koblenz ernannt. Bei der Generalstaatsanwaltschaft ist auch die 2014 unter Jürgen Brauer gegründete Landeszentralstelle Cybercrime und die 2018 gegründete Landeszentralstelle zur Bekämpfung von Terrorismus und Extremismus angesiedelt.
Als zuständiger Generalstaatsanwalt wies er in der als Böhmermann-Affäre bekannt gewordenen Staatsaffäre mit einer zwanzigseitigen Begründung die Beschwerde von Recep Tayyip Erdoğan gegen die Einstellung der strafrechtlichen Ermittlungen gegen Jan Böhmermann zurück.
Zum 1. Januar 2023 trat Brauer seinen Ruhestand an. Sein Nachfolger wurde Harald Kruse.

## Publikationen

### Als Monografie
- Die strafrechtliche Behandlung genehmigungsfähigen, aber nicht genehmigten Verhaltens, Berlin: Duncker und Humblot, 1988, ISBN 978-3-428-06465-6

### In Sammelwerken
- Heidelberger Kommentar: Strafprozessordnung, 5., völlig neu bearbeitete und erweiterte Auflage, Heidelberg/München/Landsberg/Frechen/Hamburg: Müller-Verlag, 2012, ISBN 978-3-8114-7180-1  [6. Aufl. 2018 in Vorbereitung]